# Лейли и Меджнун (балет Караева)
«Лейли́ и Меджну́н» (азерб. Leyli və Məcnun) — одноактный балет азербайджанского композитора Кара Караева; сценарист и балетмейстер первой постановки — Н. М. Назирова. Либретто написано по мотивам поэмы Низами Гянджеви «Лейли и Меджнун» (третья книга «Хамсе», XII век). 
Премьера состоялась 25 мая 1969 года в Азербайджанском театре оперы и балета имени М. Ф. Ахундова, художник Э. Г. Алмасзаде, дирижёр Р. Д. Абдуллаев; Меджнун — В. Н. Плетнёв, Лейли — Т. Н. Мамедова.
Постановка Назировой легла в основу фильма-балета «В мире легенд», снятого творческим объединением «Экран» в 1975 году. В главных партиях снимались первые исполнители Тамила Мамедова и Владимир Плетнёв.
В 2001 году балетмейстер Георгий Алексидзе по приглашению руководства Азербайджанского театра оперы и балета осуществил здесь новую постановку «Лейли и Меджнун». Премьера балета состоялась 17 февраля (солисты Р. Искендерова и Г. Мирзоев), 4 декабря того же года спектакль был показан во время гастролей в Москве, на сцене Большого театра.